# Brazieria minuscula
Brazieria minuscula é uma espécie de gastrópode  da família Zonitidae.
É endémica da Micronésia.